# Marie-José Nat
Marie-José Nat, all'anagrafe Marie-José Benhalassa (Bonifacio, 22 aprile 1940 – Parigi, 10 ottobre 2019), è stata un'attrice francese, vincitrice del premio per la miglior attrice al Festival di Cannes nel 1974.

## Filmografia parziale
- I peccatori guardano il cielo (Crime et Châtiment), regia di Georges Lampin (1956)
- Club di ragazze (Club de femmes), regia di Ralph Habib (1956)
- Mio figlio (Rue des Prairies), regia di Denys de La Patellière (1959)
- La verità (La Vérité), regia di Henri-Georges Clouzot (1960)
- I sette peccati capitali (Les sept péchés capitaux), regia di Philippe de Broca, Claude Chabrol (1962)
- L'educazione sentimentale (Education sentimentale), regia di Alexandre Astruc (1962)
- Nel bene e nel male (Françoise ou La vie conjugale), regia di André Cayatte (1964)
- La vita coniugale (Jean-Marc ou La vie conjugale), regia di André Cayatte (1964)
- Pelle di donna (Journal d'une femme en blanc), regia di Claude Autant-Lara (1965)
- Un gettone per il patibolo (Safari diamants), regia di Michel Drach (1966)
- I daci (Dacii), regia di Sergiu Nicolaescu (1967)
- L'ultimo colpo (Le Paria), regia di Claude Carliez (1969)
- Shannon senza pietà (Embassy), regia di Gordon Hessler (1972)
- La stirpe dei Mogador (Les Gens de Mogador), regia di Robert Mazoyer (1972) - serie TV
- I violini del ballo (Les Violons du bal), regia di Michel Drach (1974)
- Con mia moglie è tutta un'altra cosa (Dis-moi que tu m'aimes), regia di Michel Boisrond (1974)
- La disubbidienza, regia di Aldo Lado (1981)
- Le Nombril du monde, regia di Ariel Zeitoun (1993)
- Train de vie - Un treno per vivere (Train de vie), regia di Radu Mihăileanu (1998)

## Doppiatrici italiane
- Rita Savagnone in La verità